# Courtney Hunt
Courtney Hunt (Memphis, Tennessee, 1964) es una directora de cine y guionista estadounidense. Su primera película, Frozen River, ganó el premio del jurado del Festival de Cine de Sundance.

## Biografía
Hunt se crio entre Memphis y Nashville, de una madre soltera y estudió en The Field School de Washington, D. C. antes de graduarse en el Northeastern University. Posteriormente, se graduó en la Universidad de Columbia en cine cuando se dio cuenta de que las leyes no le interesaba. A pesar de que el derecho no era un campo que le interesara, le dio una nueva perspectiva del mundo. En una entrevista con Film Catcher en YouTube, Hunt declaró que la facultad de derecho le dio la oportunidad y la experiencia de asistir a trabajos cooperativos que le permitieron trabajar para un juez federal y una firma de defensa criminal. Su esposo le daría apelaciones de asesinato de las cuales ella aprendió sobre el diálogo y el punto de vista de las transcripciones, que ampliaron su conocimiento del cine y cómo escribir guiones.
Hunt dirigió y escribió el guion de "Frozen River", una película protagonizada por Melissa Leo, Misty Upham y Charlie McDermott en 2008. Frozen River era originalmente era un corto y fue presentada en 2004 en el Festival de Cine de Nueva York. Ganó el Premio del Jurado del Festival de Cine de Sundance. y fue nominado en los Premios Oscar de 2009,
Tardó ocho años en realizar su segundo film The Whole Truth (2016), un thriller protagonizado por Keanu Reeves, Renée Zellweger, Gugu Mbatha-Raw, Gabriel Basso y Jim Belushi. Reeves es un abogado defensor en la película que sigue el caso judicial de un asesinato.

## Filmografía
- Frozen River (2008)
- The Whole Truth (2016)

## Premios y distinciones
Óscar
| Año  | Categoría            | Película     | Resultado |
| ---- | -------------------- | ------------ | --------- |
| 2009 | Mejor guion original | Frozen River | Nominada  |

Festival Internacional de Cine de San Sebastián
| Año  | Categoría                | Película     | Resultado |
| ---- | ------------------------ | ------------ | --------- |
| 2008 | Premio TVE - Otra Mirada | Frozen River | Ganador   |
| 2008 | Premio SIGNIS            | Frozen River | Ganador   |